# 弗拉基米尔·卢卡申科
弗拉基米尔·卢卡申科（烏克蘭語：Володимир Лукашенко，1980年2月14日—），生于基辅，乌克兰男子击剑运动员，专项为佩剑。他参加了2000年和2004年夏季奥运会击剑比赛，还在2006年世界击剑锦标赛团体赛中获得银牌。